# Carlo Besta
Carlo Besta (Sondrio, 17 aprile 1876 – Milano, 26 dicembre 1940) è stato un neurologo italiano.

## Biografia

### Nascita e studi universitari
Carlo Besta nasce a Sondrio nel 1876 da Maria Morelli e Bartolomeo, medico condotto di Teglio, borgo della Valtellina.
Inizia gli studi universitari nel 1894 come allievo di medicina dell'Università di Pavia e convittore del Collegio Ghislieri. Frequenta per un triennio l'Istituto di Patologia Speciale Medica sotto la guida del prof. Bernardino Silva al quale subentrerà, nell'ultimo anno di corso, il prof. Carlo Forlanini, che Besta seguirà come allievo dopo il trasferimento alla Clinica Medica Generale. Il 12 luglio 1900 consegue la laurea in Medicina e Chirurgia, ottenendo la votazione di 108/110, con una tesi dal titolo “I riflessi nei bambini affetti da elmintiasi”; l'elaborato verrà pubblicato, nel novembre 1900, sulla Gazzetta Medica di Torino.

### I primi anni di attività
Nel 1901 svolge, per quindici mesi, l'attività di medico condotto in Valtellina, per trasferirsi poi all'Ospedale Psichiatrico di San Lazzaro a Reggio Emilia, inizialmente in qualità di medico praticante, in seguito di assistente. È probabilmente in questo istituto che Besta matura la vocazione di neurologo: le sue prime ricerche si basano sugli studi dell'istologia del tessuto nervoso, della fisiopatologia e della clinica dell'epilessia. Risale a questo periodo una serie di pubblicazioni di carattere sperimentale ed istopatologico apparse sulla Rivista Sperimentale di Freniatria. È membro, nel 1907, della Società Italiana di Neurologia. Nel gennaio dello stesso anno si trasferisce a Venezia all'Ospedale psichiatrico di San Servolo, con l'incarico di dirigere e organizzare il reparto “Osservazione”. Nel giugno 1907, dopo solo sei mesi di primariato a San Servolo, si trasferisce a Padova presso l'Istituto Psichiatrico e Neuropatologico e ottiene, nel maggio dell'anno successivo, la libera docenza in Clinica delle malattie nervose e mentali presso l'Università di Padova. Qui Besta si dà a studi anatomici e sperimentali che, consegnati alle stampe nel novembre del 1912, vengono pubblicati all'interno dell’Archiv für Psychiatrie und Nervenkrankheiten di Berlino l'anno successivo. Le pubblicazioni gli permettono di ottenere una certa notorietà: viene nominato, nel 1913, titolare della Clinica delle malattie nervose e mentali dell'Università di Messina. Sposa a Monza, il 25 gennaio 1915, Maria Meroni, ventisettenne originaria della Valtellina.

### Il periodo bellico e il trasferimento a Milano
Con lo scoppio della prima guerra mondiale sul fronte italo-austriaco, Besta è chiamato a dirigere l'Ospedale Militare di S. Ambrogio a Milano con il grado di Maggiore medico dell'esercito e consulente neurologo. Desideroso di raccogliere in un'unica sede i feriti di guerra del sistema nervoso, dirige dal 1915 al 1918 il Centro Neurochirurgico della Guastalla, nato anche per sua iniziativa. Egli si dedica allo studio e al trattamento dei cerebrolesi, i quali offrivano ampio materiale sperimentale per la ricerca fisiopatologica cerebrale umana.
Con la fine della guerra sul fronte orientale, Besta viene nominato, nel 1918, direttore dell'Istituto Pro Feriti Cerebrali di Guerra di Milano che sarebbe diventato, nel 1923, l'Istituto Neurobiologico Pro Feriti Cerebrali. Gli anni che vanno dal 1918 al 1924, sebbene ricchi di soddisfazioni, sono anche estremamente difficili a causa dei suoi continui spostamenti tra Messina e Milano; viene poi trasferito presso l'Università degli Studi di Milano quale Ordinario di Clinica delle malattie nervose e mentali. Il 25 aprile 1925, in occasione della visita del sovrano Vittorio Emanuele III all'istituto, il Consiglio di Amministrazione delibera la costruzione di una nuova e più vasta sede: nel gennaio del 1932 viene inaugurato, sotto l'egida del sovrano, l'Istituto Neurologico Vittorio Emanuele III, modello insuperabile, per l'epoca, di collaborazione clinica nei campi della neurologia. Il 2 maggio 1932 l'attività sanitaria è allargata ai traumatizzati nervosi del lavoro e ai malati organici del sistema nervoso: Besta intuisce la portata rivoluzionaria che avrebbe determinato l'organizzazione di un complesso clinico monotematico e ne assicura l'autonomia e le possibilità di affermazione e sviluppo.

### Gli ultimi anni e la morte
La carriera professionale di Besta viene arricchendosi, dal 1931 in poi, di numerosi e significativi riconoscimenti. Già socio corrispondente dell’Accademia Peloritana di Messina dal 1915 e socio corrispondente della Società Medico-Chirurgica di Bologna dal 1924, diviene vicepresidente dell’Accademia Medica Lombarda nel 1931, presidente della Società Italiana di Oto-neuro-oftalmologia nel 1933 (già membro ordinario dal 1926), membro del Comitato Nazionale per la Medicina nel 1934, componente alienista della Commissione Provinciale di Vigilanza sui manicomi e sugli alienati nel 1940 e viene nominato Ufficiale dell'Ordine della Corona d'Italia nell'aprile del 1932 da Vittorio Emanuele III e Cavaliere dell'Ordine dei Santi Maurizio e Lazzaro nel 1940. Dopo aver favorito tramite vari anni di attività scientifica la nascita della Neuroradiologia e della Neurochirurgia, Carlo Besta muore a Milano nella Clinica dell'Asilo evangelico all'età di 64 anni, debilitato dalla degenerazione cronica di un'ulcera che per lunghi anni lo aveva tormentato.

## Contributi alla neurologia

### Gli studi sull'epilessia
Carlo Besta si è particolarmente interessato sin dalla laurea del problema dell'epilessia: ha eseguito ricerche sviluppate sulla base di scrupolose indagini semeiologiche, ha condotto studi assidui sui malati epilettici in coincidenza e in vicinanza delle crisi e nei periodi intervallari, evidenziando nella maggior parte dei casi asimmetrie funzionali degli emisferi cerebrali ed altri segni di patimento delle strutture nervose. Ha spinto la sua indagine ad illuminare i rapporti tra l'insorgenza e lo svolgimento delle manifestazioni comiziali in riferimento alla sede della lesione corticale e ha descritto un'epilessia frontale di carattere prevalentemente psichico. Gli studi sull'epilessia hanno portato Besta a mettere in luce l'estrema variabilità di alcune costanti biologiche, quali la pressione arteriosa o il potere coagulante del siero di sangue, in tali ammalati; sono stati svolti altri studi sulle manifestazioni emilaterali nell'epilessia essenziale e sulla sindrome di Bernard-Horner negli epilettici. Durante gli ultimi anni della sua vita si è inoltre occupato delle relazioni tra epilessia e tumore cerebrale, della chirurgia dell'epilessia e delle manifestazioni epilettiche bilaterali da lesioni unilaterali.

### Gli studi sui malati di guerra
Nel periodo bellico, Besta ha studiato l'influenza che le lesioni parietali esplicavano nella funzione motoria: ha messo in evidenza disturbi nella direzione dei movimenti, nella capacità di mantenere determinati atteggiamenti volontari ad occhi bendati e disordini nel controllo e nella regolazione della tonicità, nonché del grado di tensione muscolare, necessari all'armonica esecuzione di atti volontari. Besta ha studiato numerosi casi clinici che presentavano un'enorme casistica di lesioni in ogni settore del nevrasse provocati dalla Grande Guerra: ha compilato numerose cartelle cliniche, ricche di osservazioni originali dedotte da tecniche semeiologiche in gran parte personali. Di questo materiale non rimangono altro che brevi note riassuntive, dalle quali deriva la formulazione di alcuni concetti clinici e fisiopatologici: l'individuazione della fenomenologia risultante dalla lesione della circonvoluzione frontale ascendente, la sindrome parietale, le sindromi a focolaio da lesioni della corteccia cerebellare e il problema dell'epilessia traumatica, che Besta confrontava con l'epilessia non traumatica.

### Gli studi sui tumori cerebrali
La pneumoencefalografia, la mielografia e l'arteriografia sono stati mezzi adeguati di conoscenza scientifica e diagnostica che hanno consentito la creazione, anche per merito di Besta, di un nuovo settore diagnostico, la Neuroradiologia. Per la diagnosi precoce dei tumori cerebrali Besta ritenne indispensabile l'esplorazione dell'apparato ventricolare mediante encefalografia e ventricolografia cerebrale; era, infatti, persuaso che tali indagini potessero svelare anche piccoli segni di lesione nervosa organica non identificabili mediante l'esame clinico ordinario. Si è inoltre occupato, negli ultimi anni della sua vita, della terapia dei nervi periferici in relazione al tumore parietale.

## Edifici
Nel 1950 l'Istituto Neurologico Vittorio Emanuele III, costruito nel 1932 su progetto dell'architetto Mario Faravelli e nel quale il Besta operò, venne a lui intitolato mutando il nome in Istituto Nazionale Neurologico Carlo Besta.

## Curiosità
Nel 2018, in occasione dei 100 anni dalla fondazione dell'Istituto Neurologico che oggi porta il suo nome, a Carlo Besta è stato dedicato un francobollo italiano valido per le spedizioni ordinarie nazionali.